# Martín Ruiz de Gamboa
Martín Ruiz de Gamboa de Berriz (Durango, Vizcaya, 1531-Santiago, Chile, 1590), fue un conquistador español y gobernador del Reino de Chile (1580-1583).

## Biografía

### Primeros años
Fue hijo de Andrés Ruiz (López) de Gamboa y de su esposa Ana Navarra de Berriz, y sirvió joven en la Marina real en Levante. Antes de cumplir los 18 años viajó a Perú, llegando a Chile en 1552.
Radicado en el reino, participó en la Guerra de Arauco, siendo nombrado en 1565 teniente general por el gobernador Rodrigo de Quiroga, con quien tenía vínculos familiares, pues estaba casado con su hija, la mestiza Isabel de Quiroga. Con ese cargo realizó en 1567 la conquista de la isla de Chiloé, a la cual llamó Nueva Galicia, y fundó la ciudad de Castro, controlando a los dóciles indios Cuncos. Fue gobernador de Chiloé, y Melchor Bravo de Saravia lo nombró en 1568 general y justicia mayor de Arauco y Tucapel.
Dada su experiencia en la guerra de Arauco, la Real Audiencia le encomendó la dirección de la guerra. Sin embargo, en 1569 sufrió una completa derrota en la Batalla de Marehuano, perdiendo la encomienda que poseía y siendo marginado de toda actividad pública.
Volvió a la palestra pública cuando Rodrigo de Quiroga tuvo su segundo mandato. Debido a la enfermedad del gobernador, le cupo a él dirigir el curso de la guerra. En 1577, Quiroga lo designa en su testamento como su sucesor, y poco antes de morir le nombra gobernador interino, todo esto gracias a un derecho que Felipe II había concedido al gobernador en 1573. En 1579, crea un fuerte a orillas del Río Chillán

### Gobierno
Apenas falleció Quiroga, el 25 de febrero de 1580, el cabildo de Santiago envió mensajeros a comunicar a Gamboa este hecho y a pedirle que a se trasladase a la capital para recibir el mando. Juró el 8 de marzo de 1580. Retorna al fuerte que había construido a orillas del río Chillán, un 26 de junio de 1580, para fundar una ciudad, cual llamó San Bartolomé de Gamboa, ciudad que hoy es conocida como Chillán.
Para asegurarse su elección como gobernador en propiedad, Gamboa pensó que lograría su cometido cumpliendo el deseo del rey de proteger a los indígenas de los abusos. Para eso reemplazó la tasa de Santillán, que en la práctica nunca fue cumplida, por una nueva, conocida hasta ahora como la tasa de Gamboa, promulgada en mayo de 1580. Esta sustituyó el servicio personal por un tributo. Los indios de repartimiento quedaban obligados a pagar un tributo pecuniario de nueve pesos anuales en el obispado de Santiago y de siete en el de La Imperial. Se creaba el cargo de corregidores de indios, que eran funcionarios encargados de velar por estas leyes y la protección de los indios. Esos funcionarios debían ser gratificados con una porción del tributo que pagasen los indios, pero la mayor parte de este tributo formaba la renta de los encomenderos.

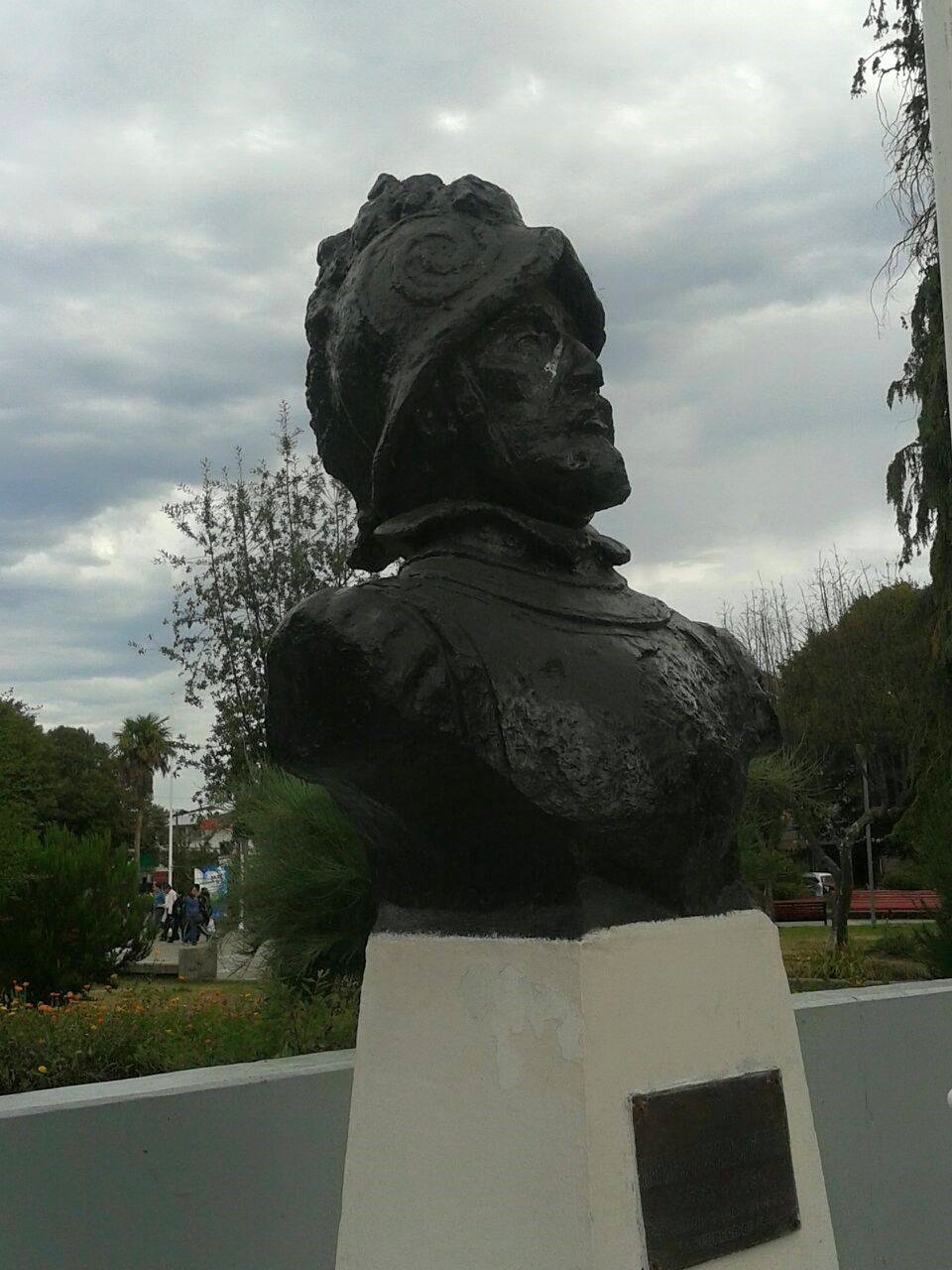
Busto de Martín Ruiz de Gamboa en Plaza de Castro, Chiloé.

La medida provocó crecientes enfrentamientos entre los encomenderos, pues quedarían en la más miserable pobreza. Estaban seguros (y así ocurrió) que los indígenas no pagarían los nuevos tributos y se dedicarían al ocio. Ganándose con esto muchos enemigos, éstos se dedicaron a llevar los rumores al virrey, que cada día se empezaba a hacer una imagen más negativa de Gamboa.
Entretanto, tuvo que hacer frente a la rebeldía de su teniente de gobernador Lope de Azócar, quien opuso resistencias a la administración de Ruiz de Gamboa. El gobernador, sin embargo, logró el control de la situación, lo apresó y lo envió fuera de Chile.
Pidió la ratificación de su mando del virrey del Perú y del rey. El virrey demoró más de un año en confirmar a Gamboa en el cargo, firmando la rectificación el 24 de abril de 1581, mientras que el rey, al conocer la noticia, adoptaría una posición diferente.
Los últimos años de su mandato, entre 1581 y 1583, estuvo en el sur del país, enfrentado de manera permanente a los indígenas. La situación de la guerra durante su mandato sólo empeoró, ya que a la rebelión mapuche se sumó la de los huilliches, que anteriormente no se habían mostrado agresivos, y la de los picunches en Chillán.

### Últimos años
Había mandado pedir refuerzos desde España y Perú, que efectivamente llegaron (aunque hubo muchas deserciones en el viaje), al mando de Alonso de Sotomayor, su sucesor designado por el rey. Gamboa se encontraba en Chillán cuando recibió la información, y entregó el mando y se comportó de forma cortés con su sucesor. Pero este venía además con el cargo de juez de residencia, por lo que tuvo que hacerse cargo de las innumerables acusaciones al gobernador cesante.
Sotomayor lo tuvo que detener en las casas del cabildo de Santiago, de donde se le dejó salir con fianza de carcelería, pero luego le liberó totalmente con su absolución. Gamboa esperó desde entonces de la audiencia de Lima un permiso para emprender viaje a España a justificar su conducta ante el Rey. Sin embargo, murió sin haber realizado este viaje, viviendo sus últimos días en Santiago alejado de toda participación en actos de gobierno.
| Precedido por: Rodrigo de Quiroga 1568-1575 | Gobernador del Reino de Chile 1580-1583 | Sucedido por: Alonso de Sotomayor 1583-1592 |